# 530

## Nașteri
- dată necunoscută: Papa Sabinianus  (d. 606)
- dată necunoscută: Alboin al longobarzilor  (d. 572)

## Decese
- 22 septembrie: Papa Felix al IV-lea  (n. ?)